# Kruty
Kruty (ukrainisch Крути; russisch Круты) ist ein Dorf in der ukrainischen Oblast Tschernihiw mit etwa 750 Einwohnern.

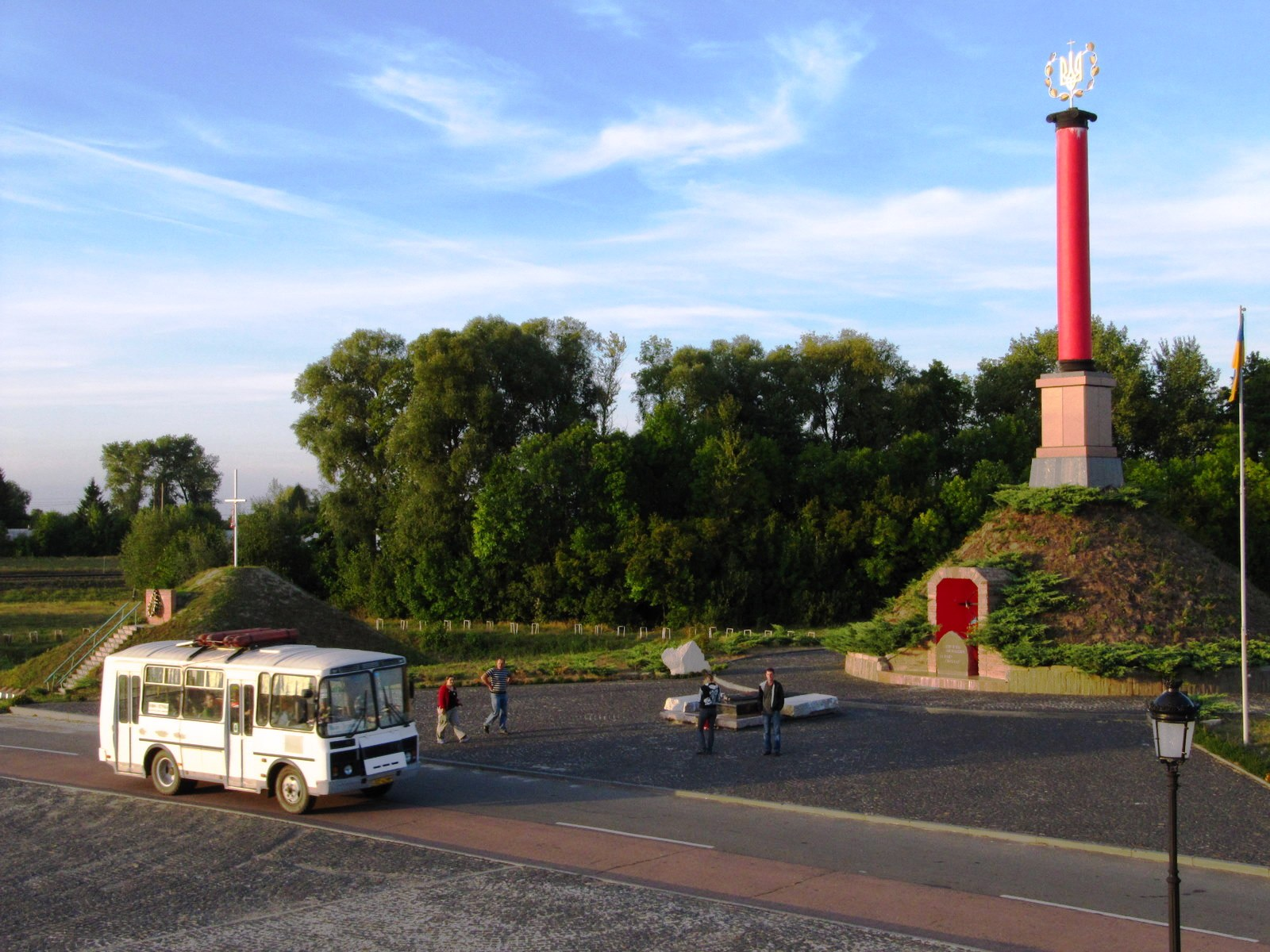
2006 errichtetes Denkmal an die Schlacht bei Kruty nordöstlich vom Dorf

Das Dorf am Ufer des Flusses Oster liegt an der Territorialstraße T–25–14 und besitzt eine Bahnstation an der Bahnstrecke Kursk–Kiew.
Das Rajonzentrum Nischyn liegt 17 km westlich und das Oblastzentrum Tschernihiw 105 km nordwestlich von Kruty.

## Verwaltungsgliederung
Am 12. Juni 2020 wurde das Dorf zum Zentrum der neugegründeten Landgemeinde Kruty (Крутівська сільська громада/Krutiwska silska hromada). Zu dieser zählen auch die 13 in der untenstehenden Tabelle aufgelisteten Dörfer, bis dahin bildete es zusammen mit den Dörfern Baklanowe, Dibrowa und Poljana die gleichnamige Landratsgemeinde Kruty (Крутівська сільська рада/Krutiwska silska rada) im Osten des Rajons Nischyn.
Folgende Orte sind neben dem Hauptort Kruty Teil der Gemeinde:
| Name                     | Name       | Name                  |
| ukrainisch transkribiert | ukrainisch | russisch              |
| ------------------------ | ---------- | --------------------- |
| Baklanowe                | Бакланове  | Бакланово (Baklanowo) |
| Dibrowa                  | Діброва    | Диброва               |
| Poljana                  | Поляна     | Поляна                |

## Geschichte
An der Bahnstation der 1500 erstmals schriftlich erwähnten Ortschaft fand am 16. Januarjul. / 29. Januar 1918greg. die Schlacht bei Kruty zwischen Truppen der Ukrainischen Volksrepublik und der Roten Armee Sowjetrusslands statt.